# ماسانوری یوسا
ماسانوری یوسا (انگلیسی: Masanori Yusa؛ ۲۰ ژانویه ۱۹۱۵ – ۸ مارس ۱۹۷۵) شناگر اهل ژاپن بود.
وی در مسابقات کشوری و بین‌المللی در مجموع برندهٔ ۲ مدال طلا، ۱ مدال نقره شده‌است.